# Divinyls
Divinyls foi uma banda australiana de rock formada em 1980 na cidade de Sydney. A banda consistia principalmente da vocalista Chrissy Amphlett e do guitarrista Mark McEntee. Amphlett ganhou a atenção por suas performances no palco vestida em um uniforme de escola, com cinta-liga e um pedestal de microfone em neon. Originalmente a banda consistia em cinco membros, sofrendo inúmeras mudanças ao longo da carreira, tendo Amphlett e McEntee como membros originais, até a dissolução em 1996.

## Integrantes
- Christina Amphlett – vocal (1980–1996, 2006–2009)

- Mark McEntee – guitarra (1980–1996, 2006–2009)
- Charley Drayton – bateria (1990–1996, 2006–2009)
- Charlie Owen – guitarra (1991, 2006–2009)
- Jerome Smith – baixo (1991, 2006–2009)
- Bjarne Ohlin – teclados, guitarra, backing vocals (1980–1986)
- Jeremy Paul – baixo (1980–1982)
- Richard Harvey – bateria (1981—1985)
- Rick Grossman – baixo (1982–1987)
- Frank Infante – guitarra (1987)
- Clayton Doley – teclados (2007–2009)

## Discografia
Álbuns de estúdio
- 1983: Desperate
- 1985: What a Life!
- 1988: Temperamental
- 1991: Divinyls
- 1996: Underworld

Compilações
- 1991: Essential
- 1994: The Collection
- 1997: Make You Happy
- 2006: Greatest Hits

EP
- 1982: Monkey Grip